# Marianne Cederström
Agnes Marianne Cederström, född Smith 25 februari 1906 i Stockholm, död 1992, var en svensk friherrinna, målare och konsthantverkare.
Cederström ställde ut enstaka arbeten på Ekströms konsthandel i Stockholm under åren 1931-1938. Bland hennes offentliga arbeten märks väggmålningen Vägen till Paradiset i Kvarntorps kapell i Täby. Med tuschteckningar av naturvetenskapliga objekt har hon illustrerat Olov Lundblads Die Hydracarinenfauna Südbrasiliens und Paraguays band I till V. Hennes konst består av landskap och blommor i tempera eller olja.
Hon var dotter till ingenjören Otto Smith och Agnes Magnell, syster till Claes Smith samt 16 juni 1935 gift med fil. lic. friherre Bror-Gösta Cederström. Hon är också farmor till Madeleine Cederström.